# Feud

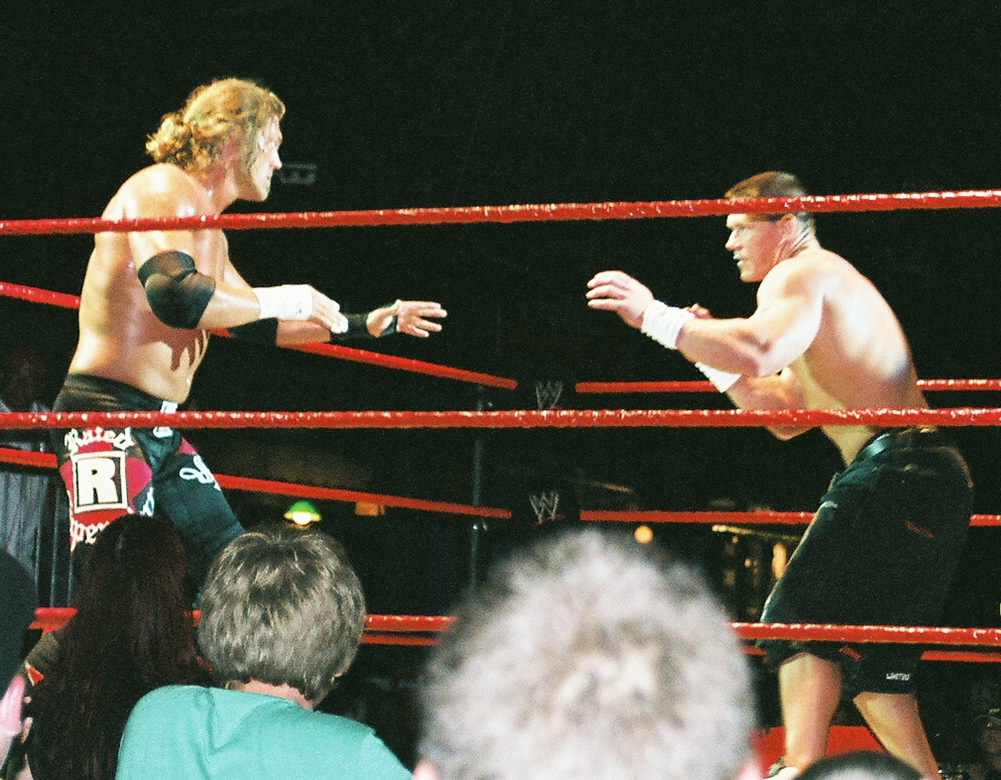
Edge (à esquerda) contra John Cena (à direita) na WWE

Na luta livre profissional, uma feud ou rivalidade é um conflito encenado entre vários lutadores ou grupos de lutadores. Elas são integradas a enredos contínuos, particularmente em eventos televisionados. As rivalidades podem durar meses ou até anos; por outro lado, podem ser resolvidas com uma velocidade improvável, talvez durante uma única luta.

## Definição
As rivalidades geralmente resultam do atrito criado entre os faces (figuras heroicas) e os heels (participantes malévolos ou "vilões"). As causas comuns para rivalidades incluem uma suposta ofensa ou insulto, embora possam ser baseadas em diversos outros fatores, como códigos morais conflitantes ou simples competitividade profissional, como a disputa por um título. Algumas das rivalidades mais populares entre o público envolvem antigos aliados, especialmente parceiros de duplas, se enfrentando. Dependendo de sua popularidade e do entretenimento gerado, é comum que uma rivalidade se estenda por semanas, geralmente culminando em uma luta em um evento especial, como um supercard transmitido via pay-per-vew.
Devido à complexidade dos enredos modernos na luta livre, algumas rivalidades não seguem mais a narrativa tradicional de “face contra heel”. Muitas rivalidades ocorrem entre dois faces, enquanto outras envolvem personagens que não se encaixam nos papéis tradicionais, frequentemente chamados de tweeners. Rivalidades entre dois heels são raras, mas podem ocorrer, especialmente se um ou mais dos lutadores envolvidos forem particularmente populares com os fãs.
Uma das rivalidades mais longas de todos os tempos foi entre Ric Flair e Ricky Steamboat, estimada por Flair em mais de 2.000 lutas, embora ele admita que a maioria dessas lutas ocorreram apenas duarante house shows.
Tradicionalmente, a maioria dos promotores procurava “proteger o negócio” fazendo com que os lutadores mantivessem seus personagens em público, reforçando assim para o público ao vivo a ideia de que os rivais realmente se odiavam e estavam tentando superar uns aos outros. Durante a época em que os territórios da luta livre eram mais regionais, algumas rivalidades duravam anos, e se os lutadores em rivalidade fossem vistos como amigos ou socializando em público, isso quebraria a ilusão da rivalidade e comprometeria todo o trabalho feito para promovê-la até então.